# Serraca bicolor
Serraca bicolor là một loài bướm đêm trong họ Geometridae.